# Ивковачки Прњавор
Ивковачки Прњавор је насељено место града Јагодине у Поморавском округу. Према попису из 2022. има 77 становника (према попису из 2011. било је 88 становника).

## Историја
До Другог српског устанка Ивковачки Прњавор се налазио у саставу Османског царства. Након Другог српског устанка Ивковачки Прњавор улази у састав Кнежевине Србије и административно је припадао Јагодинској нахији и Темнићској кнежини све до 1834. године када је Србија подељена на сердарства.
Овде се налазе Манастир Ивковић и Црква Рођења Пресвете Богородице у Ивковачком Прњавору.

## Демографија
У насељу Ивковачки Прњавор живи 83 пунолетна становника, а просечна старост становништва износи 42,5 година (43,2 код мушкараца и 42,1 код жена). У насељу има 31 домаћинство, а просечан број чланова по домаћинству је 3,29.
Ово насеље је великим делом насељено Србима (према попису из 2002. године).
|  |

| Демографија | Демографија | Демографија |
| Година      | Становника  | Становника  |
| ----------- | ----------- | ----------- |
| 1948.       | 210         |             |
| 1953.       | 221         |             |
| 1961.       | 207         |             |
| 1971.       | 164         |             |
| 1981.       | 131         |             |
| 1991.       | 131         | 129         |
| 2002.       | 102         | 105         |
| 2011.       | 88          |             |
| 2022.       | 77          |             |

| Етнички састав према попису из 2002.‍ | Етнички састав према попису из 2002.‍ | Етнички састав према попису из 2002.‍ | Етнички састав према попису из 2002.‍ | Етнички састав према попису из 2002.‍ |
| ------------------------------------ | ------------------------------------ | ------------------------------------ | ------------------------------------ | ------------------------------------ |
|                                      |                                      |                                      |                                      |                                      |
| Срби                                 | Срби                                 |                                      | 101                                  | 99,01%                               |
| непознато                            | непознато                            |                                      | 0                                    | 0,0%                                 |

| Ивковачки Прњавор у пописима Јагодинске нахије — од 1818. до 1829.                |       |       |       |       |       |       |          |       |       |       |       |       |
| Година пописа                                                                     | 1818. | 1819. | 1820. | 1821. | 1822. | 1823. | 1824/25. | 1825. | 1826. | 1827. | 1828. | 1829. |
| Куће                                                                              | 8     | 11    | 11    | 9     | 9     | 9     | 9        | 9     | 10    | 10    | 10    | 5     |
| Пореске главе*                                                                    | -     | 12    | 12    | 9     | 8     | 9     | 9        | 9     | 8     | 7     | 6     | 5     |
| Арачке главе**                                                                    | 20    | 22    | 22    | 19    | 18    | 23    | 20       | 20    | 18    | 20    | 21    | 13    |
| *Пореске главе = Ожењени мушкарци \| ** Арачке главе = Мушкарци од 7 до 70 година |       |       |       |       |       |       |          |       |       |       |       |       |

| Година пописа     | 1948. | 1953. | 1961. | 1971. | 1981. | 1991. | 2002. |
| ----------------- | ----- | ----- | ----- | ----- | ----- | ----- | ----- |
| Број домаћинстава | 37    | 39    | 43    | 38    | 39    | 35    | 31    |

| Број чланова      | 1 | 2 | 3 | 4  | 5 | 6 | 7 | 8 | 9 | 10 и више | Просек |
| ----------------- | - | - | - | -- | - | - | - | - | - | --------- | ------ |
| Број домаћинстава | 5 | 6 | 4 | 10 | 3 | 3 | 0 | 0 | 0 | 0         | 3,29   |

| Пол    | Укупно | Неожењен/Неудата | Ожењен/Удата | Удовац/Удовица | Разведен/Разведена | Непознато |
| ------ | ------ | ---------------- | ------------ | -------------- | ------------------ | --------- |
| Мушки  | 38     | 8                | 26           | 3              | 1                  | 0         |
| Женски | 48     | 8                | 27           | 13             | 0                  | 0         |
| УКУПНО | 86     | 16               | 53           | 16             | 1                  | 0         |

| Пол    | Укупно                    | Пољопривреда, лов и шумарство | Рибарство                            | Вађење руде и камена | Прерађивачка индустрија       |
| ------ | ------------------------- | ----------------------------- | ------------------------------------ | -------------------- | ----------------------------- |
| Мушки  | 21                        | 5                             | 0                                    | 0                    | 12                            |
| Женски | 5                         | 3                             | 0                                    | 0                    | 1                             |
| УКУПНО | 26                        | 8                             | 0                                    | 0                    | 13                            |
| Пол    | Производња и снабдевање   | Грађевинарство                | Трговина                             | Хотели и ресторани   | Саобраћај, складиштење и везе |
| Мушки  | 0                         | 0                             | 2                                    | 0                    | 2                             |
| Женски | 0                         | 0                             | 0                                    | 0                    | 0                             |
| УКУПНО | 0                         | 0                             | 2                                    | 0                    | 2                             |
| Пол    | Финансијско посредовање   | Некретнине                    | Државна управа и одбрана             | Образовање           | Здравствени и социјални рад   |
| Мушки  | 0                         | 0                             | 0                                    | 0                    | 0                             |
| Женски | 0                         | 0                             | 0                                    | 0                    | 1                             |
| УКУПНО | 0                         | 0                             | 0                                    | 0                    | 1                             |
| Пол    | Остале услужне активности | Приватна домаћинства          | Екстериторијалне организације и тела | Непознато            | Непознато                     |
| Мушки  | 0                         | 0                             | 0                                    | 0                    | 0                             |
| Женски | 0                         | 0                             | 0                                    | 0                    | 0                             |
| УКУПНО | 0                         | 0                             | 0                                    | 0                    | 0                             |